# Tampa (Kansas)
Tampa és una població dels Estats Units a l'estat de Kansas. Segons el cens del 2000 tenia 144 habitants.

## Demografia
Segons el cens del 2000, Tampa tenia 144 habitants, 59 habitatges, i 37 famílies. La densitat de població era de 278 habitants/km².
Dels 59 habitatges en un 30,5% hi vivien nens de menys de 18 anys, en un 50,8% hi vivien parelles casades, en un 11,9% dones solteres, i en un 35,6% no eren unitats familiars. En el 33,9% dels habitatges hi vivien persones soles el 25,4% de les quals corresponia a persones de 65 anys o més que vivien soles. El nombre mitjà de persones vivint en cada habitatge era de 2,44 i el nombre mitjà de persones que vivien en cada família era de 3,21.
Per edats la població es repartia de la següent manera: un 30,6% tenia menys de 18 anys, un 6,9% entre 18 i 24, un 21,5% entre 25 i 44, un 16,7% de 45 a 60 i un 24,3% 65 anys o més.
L'edat mediana era de 36 anys. Per cada 100 dones de 18 o més anys hi havia 88,7 homes.
La renda mediana per habitatge era de 18.125 $ i la renda mediana per família de 42.083 $. Els homes tenien una renda mediana de 25.000 $ mentre que les dones 23.125 $. La renda per capita de la població era de 12.677 $. Entorn del 6,9% de les famílies i el 15,6% de la població estaven per davall del llindar de pobresa.

## Poblacions més properes
El següent diagrama mostra les poblacions més properes.